# Illes Andaman i Nicobar
Les Illes Andaman i Nicobar (tàmil அந்தமான், hindi अंडमान और निकोबार द्वीप) són un arxipèlag que formen un territori de la Unió índia. Es troben localitzades a l'oceà Índic, prop del paral·lel 10° N. La capital del territori és Port Blair.

## Geografia física
Hi ha 572 illes al territori amb una superfície de 8.249 km². D'aquestes 38 estan habitades de manera permanent. Les illes s'estenen de 6° a 14° de latitud nord i de 92° a 94° de longitud est. Les Andamans estan separades del grup de Nicobar per un canal (el canal de deu graus) d'uns 150 km d'ample. El punt més alt es troba a l'illa nord d'Andaman (Saddle Peak a 732 m). El grup d'Andaman té 325 illes que cobreixen una àrea de 6.170 km², mentre que el grup de Nicobar només té 247 illes amb una àrea de 1.765 km².
Les illes són els pics d'una cadena muntanyosa enfonsada, continuació de la serralada de l'Arakan de Myanmar. A causa del seu clima càlid i humit són molt boscoses.

## Economia
Hom hi conrea productes tropicals per a l'exportació (cocos, cafè, cautxú, copra) i la fusta és explotada.

## Població
A les illes resten uns pocs nadius, anomenats andamanesos, que viuen de la caça i la pesca. La població és majoritàriament immigrada, i per això les llengües més parlades són en bengalí (23,1%), el tàmil (19,1%) i l'hindi (17,6%). Port Blair, a l'illa Dakshin (Andaman) és la principal ciutat i centre de comunicació.

## Història
Foren explorades el 1607 pel viatger francès Peyraud,. La Companyia Danesa de les Índies Orientals va arribar a les illes Nicobar el 12 de desembre de 1755. L'1 de gener de 1756, les illes Nicobar es van convertir en una colònia danesa, primer anomenada Nova Dinamarca, i més tard (desembre de 1756) Illes de Frederic (Frederiksøerne).  Durant 1754–1756 van ser administrades des de Tranquebar, a l'Índia continental danesa.  Les illes van ser abandonades repetidament a causa dels brots de malària entre 14. Abril de 1759 i 19 d'agost de 1768, de 1787 a 1807/05, 1814 a 1831, 1830 a 1834 i gradualment a partir de forma definitiva 1848.
Des de l'1 de juny de 1778 fins a 1784, Àustria va suposar erròniament que Dinamarca havia abandonat les seves reclamacions sobre les illes Nicobar i va intentar establir-hi una colònia, rebatejant-les illes Teresa.
Foren abandonades després fins al 1858, fins que els britànics habilitaren Port Blair com a colònia penitenciària per allotjar-hi els indis participants en la rebel·lió dels sipais: la colònia no fou eliminada fins al 1945. Durant la Segona Guerra Mundial, foren ocupades pels japonesos (1942-45). Des del 1952 formen, amb les illes Nicobar, un territori de l'Índia.

## Governants

### Oficials britànics a Port Cornwallis
- 1789 - 1793 Archibald Blair
- 1793 - 1796 Alexander Kyd

### Superintendents de Port Blair
- 1858 Henry Stuart Man (oficial naval en funcions)
- 1858 - 1859 James Pattison Walker
- 1859 - 1862 James Colpoys Haughton
- 1862 - 1864 Robert Christopher Tytler
- 1864 - 1868 Barnet Ford
- 1868 - 1871 Henry Stuart Man (segona vegada)
- 1871 - 1872 F.L. Playfair

### Cap comissionats de les illes Andaman i Nicobar
- 1872 - 1875 Donald Martin Stewart
- 1875 - 1879 Charles Arthur Barwell
- 1879 - 1892 Thomas Cadell
- 1892 - 1894 Norman Mcleod Thomas Horsford
- 1894 - 1904 Richard Carnac Temple (el 1902, Richard Carnac Temple, Baró Nash)
- 1904 - 1906 William Rudolph Henry Merk
- 1906 - 1913 Herbert Arrott Browning
- 1913 - 1920 Montague William Douglas
- 1920 - 1923 Henry Cecil Beadon
- 1923 - 1931 Michael Lloyd Ferrar
- 1931 - 1935 John William Smith
- 1935 - 1938 William Alexander Cosgrave
- 1938 - 1942 Charles Francis Waterfall (presoner japonès el 23 de març de 1942, fins a 1945)

### Govern militar japonès
- 1942 - 1944 Ishikawa Shigeru
- 1944 - 1945 Teizo Hara

#### Administració japonesa i de l'Índia Lliure
- 1942 - 1943 Bucho (governador civil japonès)
- 1943 - 1945 A.D. Loganathan (pel govern provisional de l'Índia Lliure)
- 1944 - 1945 Mansoor Ali Alvi (interí per Loganathan)

### Governadors britànics
- 1945 - 1946 Charles Francis Waterfall
- 1946 - 1947 Noel Kennedy Patterson

### Caps comissionats
- 1946 - 1949 Inamul Majid (sota autoritat britànica fins a 1947)
- 1949 - 1953 Ajoy Kumar Ghosh
- 1953 - 1956 Sankar Nath Maitra
- 1956 C. Ramachandran
- 1956 - 1958 T.G.N. Ayyar
- 1958 - 1961 M.V. Rajawade
- 1961 - 1965 B.N. Maheshwari
- 1965 - 1966 B.L. Chak
- 1966 - 1968 Mahabir Singh
- 1968 - 1972 H.S. Butalia
- 1972 - 1975 Harmander Singh
- 1975 - 1979 Surendra Mohan Krishnatry
- 1979 - 1982 S.L. Sharma

### Tinents governardors
- 1982 - 1985 Manohar L. Kampani
- 1985 - 1989 Tirath Singh Oberoi
- 1989 - 1990 Romesh Bhandari
- 1990 - 1990 Ranjit Singh Dayal
- 1990 - 1993 Surjit Singh Barnala
- 1993 - 1996 Vakkom Purushothaman
- 1996 - 2001 Ishwari Prasad Gupta
- 2001 - 2004 Nagendra Nath Jha
- 2004 - 2006 Ramchandra "Ram" Kapse
- 2006 Madan Mohan Lakhera (interí per Kapse)
- 2006 - Bhopinder Singh